# Свети Димитър (Горно Броди)
Вижте пояснителната страница за други значения на Свети Димитър.
„Свети Димитър“ (на гръцки: Ιερός Ναός Αγίου Δημητρίου Άνω Βροντού) е възрожденска православна църква в сярското село Горно Броди, Егейска Македония, Гърция, енорийски храм на Сярската и Нигритска епархия на Цариградската патриаршия.
Църквата е построена в 1835 година според мраморната плоча, на която са изброени и имената на дарителите – Йоан, Атанас и Васил. В архитектурно отношение е трикорабна базилика без купол. Притежава красив резбован иконостас, който според Димитър Кьорнаков е дело на Макрий Негриев. Иконостасът е реставриран през 2008 година.
Васил Кънчов посещава Горно Броди през 1891 година и пише следното за църквата:
| „ | Вътрешността ѝ е красива. Постлана е с мраморни плочи. Темплото, владишкият трон и престолът в олтара са направени от рязано дърво. Резбата трябва да е работена от същите майстори, които са работили в „Св. Иван“. Особено хубаво е изработен престолът. На четири стълбове стои покров, изрязан с най-голямо внимание. Работата е чиста и се забелязва вкус в нея. Иконите носят гръцки надписи. В двора на старата църква стои закопана гранитна плоча, която се издига над земята 55 см, широка е 40 см, а дебела 15 см. На едната страна стои следният надпис: [вижте снимката] | “ |

В същата 1891 година Георги Стрезов пише:
| „ | Има две църкви: по-голямата „Св. Димитър“ и „Св. Богородица“. Последната е съградена преди 18 години; и в двете четат смесено: български и гръцки. | “ |

В 1894 година българската екзархийска партия получава „Свети Димитър“, а „Света Богородица“ до пълното отказване на селото от Патриаршията остава за гъркоманите.
Към енорията принадлежат и храмовете „Света Варвара“, „Свети Николай“, „Света Богородица Животворящ източник“ и „Свети Дух“.